# Нојнкирхен (Доња Франконија)
Нојнкирхен (њем. Neunkirchen) град је у њемачкој савезној држави Баварска. Једно је од 32 општинска средишта округа Милтенберг. Према процјени из 2010. у граду је живјело 1.531 становника. Посједује регионалну шифру (AGS) 9676143.

## Географски и демографски подаци
Нојнкирхен се налази у савезној држави Баварска у округу Милтенберг. Град се налази на надморској висини од 329 метара. Површина општине износи 16,6 km². У самом граду је, према процјени из 2010. године, живјело 1.531 становника. Просјечна густина становништва износи 92 становника/km².